# Такарату
Такарату (порт. Tacaratu) — муниципалитет в Бразилии, входит в штат Пернамбуку. Составная часть мезорегиона Сан-Франсиску-Пернамбукану. Входит в экономико-статистический микрорегион Итапарика. Население составляет 20 552 человека на 2007 год. Занимает площадь 1264,541 км². Плотность населения — 16,25 чел./км².

## История
Город основан в 1953 году.

## Статистика
- Валовой внутренний продукт на 2005 год составляет 40 881 тысяч реалов (данные: Бразильский институт географии и статистики).
- Валовой внутренний продукт на душу населения на 2005 год составляет 2414 реалов (данные: Бразильский институт географии и статистики).
- Индекс развития человеческого потенциала на 2000 год составляет 0,585 (данные: Программа развития ООН).

## География
В соответствии с классификацией Кёппена, климат относится к категории BShW.